# Station Dorridge
Dorridge is een spoorwegstation van National Rail in Solihull in Engeland. Het station is eigendom van Network Rail en wordt beheerd door West Midland Trains.